# Impero omanita
L'Impero omanita (in arabo الإمبراطورية العُمانية‎?) o Impero dell'Oman è stato un impero marittimo, in competizione con il Portogallo e la Gran Bretagna per il commercio e l'influenza nel Golfo Persico e nell'Oceano Indiano. Al suo apice nel XIX secolo, l'influenza o il controllo dell'Oman si estendeva attraverso lo stretto di Hormuz, agli odierni Iran e Pakistan e fino a Capo Delgado. Dopo la morte di Sa'id bin Sultan nel 1856 l'impero fu diviso tra i suoi figli in due sultanati: una sezione africana (Sultanato di Zanzibar) governata da Majid bin Sa'id e una sezione asiatica (Sultanato di Mascate e Oman) governata da Thuwayni bin Sa'id.

## Storia

### Evoluzione in potenza regionale
Mascate, trovandosi in una posizione strategica sulle rotte commerciali, passò sotto il controllo dell'Impero portoghese tra il 1507 e il 1650. Tuttavia, i portoghesi non riuscirono a controllare l'Oman nella sua interezza. A metà del XVII secolo, le tribù omanite riuscirono a porre fine alla presenza portoghese di Mascate.
Nel 1696, sotto il regno di Sayf bin Sultan, una flotta omanita attaccò Mombasa, assediando il portoghese Forte Jesus, in cui si erano rifugiati 2.500 civili. L'assedio del forte terminò dopo 33 mesi quando la guarnigione morente di fame si arrese agli omaniti. Nel 1783, l'Impero omanita si espanse verso est fino a Gwadar nell'attuale Pakistan. Gli omaniti continuarono anche ad attaccare le basi portoghesi nell'India occidentale ma non riuscirono a conquistarne nessuna. Nel nord, gli omaniti si spostarono nel Golfo Persico, prendendo il Bahrein dai persiani, tenendolo per diversi anni. L'espansione del potere e dell'influenza dell'Oman verso sud incluse il primo insediamento su larga scala di Zanzibar da parte di migranti omaniti.

### Dinastia al-Ya'arubi

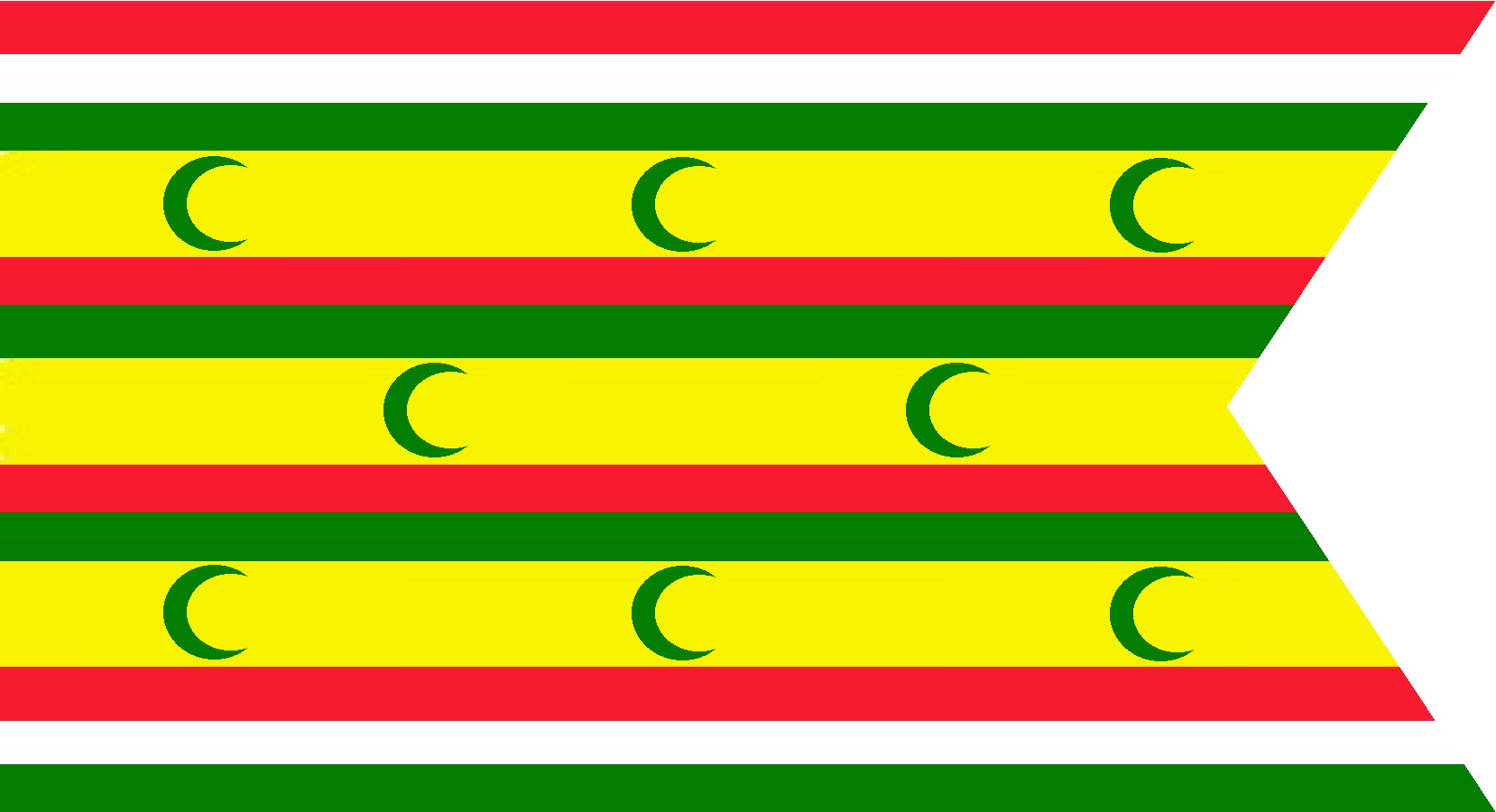
Insegna degli Yaruba

L'agricoltura in Oman subì un enorme miglioramento sotto Saif bin Sultan. Egli era noto per il rifornimento di acqua delle terre interne dell'Oman, e incoraggiò gli arabi dell'Oman a trasferirsi dall'interno verso la costa piantando palme da dattero nella regione costiera di Al Batinah. La città nell'interno dell'Oman, Al Hamra, migliorò il suo sistema di irrigazione grazie alla costruzione del nuovo grande falaj. Sembra che la dinastia Yaruba avesse sostenuto importanti investimenti negli insediamenti e nei lavori agricoli come i terrazzamenti lungo il Wadi Bani Awf. Saif bin Sultan costruì nuove scuole e fece del castello di Rustaq la sua residenza, aggiungendo la torre del vento Burj al Riah.
Saif bin Sultan morì il 4 ottobre 1711 e fu sepolto nel castello di Rustaq in una lussuosa tomba, poi distrutta da un generale wahhabita. Alla sua morte aveva una grande ricchezza, che si dice comprendesse 28 navi, 700 schiavi maschi e un terzo degli alberi di datteri dell'Oman. Gli successe suo figlio, il sultano bin Saif II (1711-1718) che stabilì la sua capitale ad Al-Hazm sulla strada da Rustaq alla costa. Oggi rimane solo un villaggio, e ci sono ancora i resti di una grande fortezza che fece costruire intorno al 1710 e che contiene la sua tomba.

### Alleanza con la Gran Bretagna
Il sultano bin Ahmad assunse il controllo del governo nel 1792 dopo la morte di suo nipote Hamad bin Sa'id e rafforzò la già potente flotta aggiungendo numerose cannoniere e agili navi da carico. Aveva anche bisogno di un forte alleato che lo aiutasse a riprendere il controllo di Mombasa dal clan Mazrui, a combattere il movimento che si diffondeva da quella che oggi è l'Arabia Saudita e a tenere le tribù Qasimi della città persiana di Lengeh fuori dall'Oman. Trovò questo abile alleato nella Gran Bretagna, che alla fine del XVIII secolo era in guerra con la Francia ed era al corrente dei piani dell'imperatore francese, Napoleone Bonaparte, di marciare attraverso la Persia e catturare Mascate mentre era sulla strada per invadere l'India. Nel 1798 la Gran Bretagna e l'Oman stipularono un trattato sul commercio e la navigazione.
Il sultano bin Ahmad si impegnò a difendere gli interessi britannici in India, e i suoi territori furono così posti al riparo dalle mire francesi. Permise alla Compagnia britannica delle Indie orientali di stabilire la prima stazione commerciale nel Golfo Persico, consentendo l'invio un console britannico a Mascate. Oltre a sconfiggere Bonaparte, gli inglesi avevano un altro motivo per concludere il trattato con l'Oman: volevano fare pressione sul sultano per porre fine alla schiavitù, che era stata dichiarata illegale in Inghilterra nel 1772. A quel tempo, il commercio dall'Africa all'Oman era ancora vivace e la posizione di Zanzibar come importante centro commerciale fu ulteriormente rafforzata quando la fornitura di avorio dal Mozambico all'India crollò a causa degli eccessivi dazi portoghesi all'esportazione e i commercianti cominciarono a far transitare l'avorio attraverso Zanzibar. Le navi da guerra dell'Oman erano impegnate in continue schermaglie lungo golfo, un fatto che destava la preoccupazione del sultano. Fu proprio nel corso di una delle sue sortite durante un'incursione all'estero su una nave nel Golfo Persico nel 1804 che Sayyid Sultan fu colpito a morte alla testa da un proiettile vagante. Il sovrano venne sepolto a Lengeh.

### Rapporti con gli Stati Uniti d'America
Il 21 settembre 1833 fu firmato uno storico trattato di amicizia e commercio con gli Stati Uniti d'America. Fu il secondo trattato commerciale stipulato dagli Stati Uniti e da uno stato arabo (il Marocco fu il primo nel 1820). Gli Stati Uniti e l'Oman ne avrebbero entrambi beneficiato, poiché gli Stati Uniti, a differenza di Gran Bretagna e Francia, non avevano ambizioni territoriali in Medio Oriente ed erano interessati esclusivamente al commercio. Il 13 aprile 1840, la nave Al-Sultanah attraccò a New York, diventando così la prima emissaria araba a visitare il Nuovo Mondo. Il suo equipaggio di cinquantasei marinai arabi provocò un fermento di entusiasmo tra i trecentomila residenti della fiorente metropoli. Al-Sultanah trasportava avorio, tappeti persiani, spezie, caffè e datteri, oltre a sontuosi doni per il presidente Martin Van Buren. La visita di Al-Sultanah durò quasi quattro mesi, durante i quali Ahmad bin Na'aman Al Kaabi, il primo emissario arabo a visitare gli Stati Uniti  (il cui ritratto è ancora visibile nella mostra sull'Oman e Zanzibar del Peabody Essex Museum in Massachusetts) e i suoi ufficiali furono intrattenuti da dignitari statali e cittadini. Accolsero le risoluzioni approvate dagli organi ufficiali, fecero visite a New York City e videro le sezioni che, pochi decenni dopo, sarebbero diventate colonie di immigrati di lingua araba. Tra gli ospiti di Bin Na'aman c'era il commodoro Cornelius Vanderbilt, nella cui casa incontrò il governatore William H. Seward e il vicepresidente Richard Mentor Johnson. La visita di Al Kaabi in America fu lieta e quando si preparò a partire, gli Stati Uniti ripararono completamente Al-Sultanah, presentando doni per il suo Sultano.

### Said bin Sultan della dinastia al-Busaid
Said bin Sultan era figlio del sultano bin Ahmad, che governò l'Oman dal 1792 al 1804. Sultan bin Ahmad morì nel 1804 durante una spedizione a Bassora. Designò Mohammed bin Nasir bin Mohammed al-Jabry reggente e tutore dei suoi due figli, Salim bin Sultan e Said bin Sultan. Il fratello del sultano, Qais bin Ahmad, sovrano di Sohar, decise di tentare di prendere il potere. All'inizio del 1805 Qais e suo fratello Mohammed marciarono a sud lungo la costa fino a Muttrah, che prese facilmente. Qais iniziò quindi ad assediare Mascate. Mohammed bin Nasir cercò di corrompere Qais perché se ne andasse, ma senza riuscirci.
Mohammed bin Nasir chiese aiuto a Badr bin Saif. Dopo una serie di combattimenti, Qais fu costretto a ritirarsi a Sohar e Badr bin Saif divenne il sovrano effettivo. Alleato con i wahhabiti, Badr bin Saif divenne sempre più impopolare. Per estromettere i suoi protetti, Badr bin Saif nominò Salim bin Sultan governatore di Al Maşna'ah, sulla costa di Batinah e Said bin Sultan governatore di Barka.
Nel 1806, Said bin Sultan attirò Badr bin Saif a Barka e lo uccise nelle vicinanze. Said fu proclamato sovrano dell'Oman. Ci sono diversi resoconti di quanto accaduto, ma sembra chiaro che Said avesse sferrato il primo colpo e che i suoi sostenitori avessero portato a termine il lavoro. Said fu acclamato dal popolo come un liberatore dai wahhabiti, i quali lasciarono il Paese. Qais bin Ahmad diede subito il suo sostegno a Said. Irrequieto per la reazione wahhabita, Said accusò Mohammed bin Nasir dell'omicidio.

### Declino e dissoluzione
Le crescenti pressioni europee su Zanzibar e la morte di Sayyid Said nel 1856 segnarono la fine dell'Impero. Uno dei motivi fu la faida dei suoi due figli per i quali il padre progettò la divisione dell'impero in due sultanati: una sezione africana, il Sultanato di Zanzibar, governata da Majid bin Sa'id e una sezione asiatica, il Sultanato di Mascate e Oman, governata da Thuwayni bin Sa'id.